# 立教天主堂
立教天主堂，全名天主教北京教区立教露德圣母堂，位于北京市房山区琉璃河镇立教村，隶属天主教北京教区。

## 简介
立教天主堂位于房山区琉璃河镇立教村南端。19世纪末，法国传教士在立教村传教并设立教堂。“立教村”因此得名。现存的教堂建于1916年。中华人民共和国成立后，教堂关闭。文革期间，教堂钟楼被拆除，教堂曾作为立教村开会用的礼堂，教堂还曾被用作革命委员会的总部，教堂大门墙上有《毛主席在北戴河》绘画，教堂内原祭台的位置绘有毛主席画像，立柱上写有毛主席诗词《七律·长征》。改革开放后，2009年立教天主堂获得修复，原先拆除的钟楼获得重建，教堂内部加以装修，并恢复了天主教宗教活动。
2009年6月23日，北京市政协副主席赵文芝来到长沟镇太和庄天主堂、琉璃河镇立教天主堂旧址调研。北京市民族事务委员会主任、北京市宗教局局长申建军，北京市政协民族宗教委员会办公室主任聂胜利，北京市天主教爱国会副主席石洪喜，房山区政协主席范文彦、副主席李惠英陪同调研。
2010年1月14日，北京市天主教一区两会有关领导来到房山区民宗办，同有关负责人座谈，讨论房山区立教天主堂注册登记事宜。参加座谈的有北京市宗教局华谦处长、徐利卫、卞恒青、北京市天主教爱国会副主席兼秘书长石洪喜、负责北京教区房产工作的鲍敬坡神父、立教堂区本堂滕昭智神父、房山区民宗办科员黄怡军、上官太华等人。立教天主堂注册登记程序随后启动。2010年内，立教村天主堂注册登记完成，正式成立。此后在本堂滕昭智神父的努力下，立教村堂区不断发展。本堂滕昭智神父注重关注弱势群体、帮当地政府化解与村民的矛盾，使立教村天主堂获得了新型良好的社会关系。
2012年，“立教天主堂”被列为北京市房山区普查登记文物。

## 主任司铎
1. 滕昭智神父（2010年—2014年，同时负责西东村、三街等祈祷所牧灵工作）[3][6]
2. 孙宇辉神父（2014年—）[7]